# Estiu d'aigües turbulentes
Estiu d'aigües turbulentes (títol original: White Water Summer) és una pel·lícula americana dirigida l'any 1987 per Jeff Bleckner. Ha estat doblada al català

## Argument
Un guia experimentat acompanya un jove arribat de la ciutat i els seus tres amics en la seva primera aventura salvatge. Amb l'objectiu d'ensenyar-los no només a sobreviure en la naturalesa, sinó també a conèixer-se ells mateixos, Vic els empeny fins als seus límits.

## Repartiment
- Kevin Bacon: Vic
- Sean Astin: Alan
- Jonathan Ward: Mitch
- K.C. Martel : George
- Matt Adler: Chris
- Caroline McWilliams: Virginia Block